# Unité urbaine de Nantes
L'unité urbaine de Nantes désigne, selon l'Insee, l'ensemble des communes ayant une continuité de bâti autour de la ville de Nantes. Cette unité urbaine, ou agglomération dans le langage courant, regroupe 683 313 habitants dans 22 communes sur une superficie de 498,6 km². Elle est la 8e agglomération la plus peuplée de France.

## Données générales

Agglomérations de plus de 100000 habitants en France en 2022.

En 2010, selon l'Insee, l'unité urbaine de Nantes était composée de 24 communes, toutes situées dans le département de la Loire-Atlantique, plus précisément dans l'arrondissement de Nantes.
En 2020, selon le nouveau zonage de l'Insee, elle est composée de 22 communes, les communes de Port-Saint-Père et Saint-Léger-les-Vignes ayant été retirées du périmètre.
En 2022, avec 683 313 habitants, elle constitue de loin la 1re unité urbaine du département de la Loire-Atlantique, devançant l'unité urbaine de Saint-Nazaire.
Dans les Pays de la Loire, elle occupe également le 1er rang régional, se situant avant les unités urbaines d'Angers (2e rang régional), du Mans (3e rang régional) et de Saint-Nazaire (4e rang régional), toutes ayant plus de 100 000 habitants.
En 2022, sa densité de population s'élève à 1 370 hab/km2. Par sa superficie, elle représente 7,25 % du territoire du département de la Loire-Atlantique, mais elle regroupe près de la moitié (46,38 %) de la population départementale.

## Composition 2020 de l'unité urbaine
La composition de l'unité urbaine est la suivante :
| Nom                       | Code Insee | Département      | Statut       | Superficie (km2) | Population (dernière pop. légale) | Densité (hab./km2) | Modifier                                    |
| ------------------------- | ---------- | ---------------- | ------------ | ---------------- | --------------------------------- | ------------------ | ------------------------------------------- |
| Nantes (ville-centre)     | 44109      | Loire-Atlantique | ville-centre | 65,19            | 325 070 (2022)                    | 4 987              | modifier les données · modifier les données |
| Basse-Goulaine            | 44009      | Loire-Atlantique | banlieue     | 13,74            | 9 617 (2022)                      | 700                | modifier les données · modifier les données |
| Bouaye                    | 44018      | Loire-Atlantique | banlieue     | 13,83            | 8 281 (2022)                      | 599                | modifier les données · modifier les données |
| Bouguenais                | 44020      | Loire-Atlantique | banlieue     | 31,50            | 20 590 (2022)                     | 654                | modifier les données · modifier les données |
| Carquefou                 | 44026      | Loire-Atlantique | banlieue     | 43,42            | 20 535 (2022)                     | 473                | modifier les données · modifier les données |
| La Chapelle-sur-Erdre     | 44035      | Loire-Atlantique | banlieue     | 33,42            | 20 483 (2022)                     | 613                | modifier les données · modifier les données |
| Couëron                   | 44047      | Loire-Atlantique | banlieue     | 44,03            | 23 541 (2022)                     | 535                | modifier les données · modifier les données |
| Haute-Goulaine            | 44071      | Loire-Atlantique | banlieue     | 20,59            | 5 992 (2022)                      | 291                | modifier les données · modifier les données |
| Indre                     | 44074      | Loire-Atlantique | banlieue     | 4,72             | 4 172 (2022)                      | 884                | modifier les données · modifier les données |
| La Montagne               | 44101      | Loire-Atlantique | banlieue     | 3,64             | 6 523 (2022)                      | 1 792              | modifier les données · modifier les données |
| Orvault                   | 44114      | Loire-Atlantique | banlieue     | 27,67            | 28 341 (2022)                     | 1 024              | modifier les données · modifier les données |
| Pont-Saint-Martin         | 44130      | Loire-Atlantique | banlieue     | 21,88            | 6 942 (2022)                      | 317                | modifier les données · modifier les données |
| Rezé                      | 44143      | Loire-Atlantique | banlieue     | 13,78            | 43 349 (2022)                     | 3 146              | modifier les données · modifier les données |
| Saint-Aignan-Grandlieu    | 44150      | Loire-Atlantique | banlieue     | 17,94            | 3 991 (2022)                      | 222                | modifier les données · modifier les données |
| Saint-Herblain            | 44162      | Loire-Atlantique | banlieue     | 30,02            | 50 561 (2022)                     | 1 684              | modifier les données · modifier les données |
| Saint-Jean-de-Boiseau     | 44166      | Loire-Atlantique | banlieue     | 11,40            | 6 024 (2022)                      | 528                | modifier les données · modifier les données |
| Saint-Sébastien-sur-Loire | 44190      | Loire-Atlantique | banlieue     | 11,66            | 28 373 (2022)                     | 2 433              | modifier les données · modifier les données |
| Sainte-Luce-sur-Loire     | 44172      | Loire-Atlantique | banlieue     | 11,45            | 16 227 (2022)                     | 1 417              | modifier les données · modifier les données |
| Sautron                   | 44194      | Loire-Atlantique | banlieue     | 17,28            | 8 534 (2022)                      | 494                | modifier les données · modifier les données |
| Les Sorinières            | 44198      | Loire-Atlantique | banlieue     | 13,02            | 9 163 (2022)                      | 704                | modifier les données · modifier les données |
| Thouaré-sur-Loire         | 44204      | Loire-Atlantique | banlieue     | 12,76            | 10 956 (2022)                     | 859                | modifier les données · modifier les données |
| Vertou                    | 44215      | Loire-Atlantique | banlieue     | 35,68            | 26 048 (2022)                     | 730                | modifier les données · modifier les données |

## Évolution démographique
| 1968    | 1975    | 1982    | 1990    | 1999    | 2006    | 2011    | 2016    | 2022    |
| ------- | ------- | ------- | ------- | ------- | ------- | ------- | ------- | ------- |
| 410 110 | 459 796 | 473 858 | 504 049 | 554 646 | 579 048 | 593 563 | 637 739 | 683 313 |